# Шовальтер, Джексон Уиппс
Джексон Уиппс Шовальтер (Шоуолтер; англ. Jackson Whipps Showalter; 5 февраля 1860 года, Минерва — 5 февраля 1935, Лексингтон) — американский шахматист; один из сильнейших в США в конце 1880-х — начала 1900-х годов. Многократный чемпион страны (1890—1892, 1906—1909). Победитель национальных турниров в Цинциннати (1888), Сент-Луисе (1890) и Лексингтоне (1891). В Нью-Йоркском международном турнире (1889) разделил 9-10-е, а в 1893 — 3-5-е места. В 1893 проиграл матч Эм. Ласкеру — 3 : 7 (+2 −6 =2). В начале 1890-х годов выиграл ряд матчей: у американского шахматиста А. Ходжеса — 10 : 8 (1894); А. Альбина — 14 : 11 (1894); С. Липшюца — 9 : 7 (1895) и 8½ : 5½ (1896). В 1897 и 1898 проиграл два матча Г. Пильсбери — 9½ : 11½ (+8 −10 =3) и 4 : 8 (+3 −7 =2), в 1909 — Ф. Маршаллу — 3½ : 8½ (+2 −7 =3). 
Успешно сыграл в ряде других международных соревнований: Нью-Йорк (1894) — 3-4-е, Буффало (1894) — 1-е; Кёльн (1898) — 6-7-е (с К. Шлехтером); Лондон (1899) — 8-е (впереди Дж. Мэзона, В. Стейница, Р. Тейхмана и других); Мюнхен (1900) — 7-10-е; Кембридж-Спрингс (1904) — 5-е (впереди М. Чигорина, К. Шлехтера, Ж. Мизеса, Г. Пильсбери и других).